# Sidári
Sidári (Sidari) är en ort i Grekland.   Den ligger i prefekturen Nomós Kerkýras och regionen Joniska öarna, i den västra delen av landet, 400 km nordväst om huvudstaden Aten. Sidári ligger 62 meter över havet och antalet invånare är 386. Den ligger på ön Korfu.
Terrängen runt Sidári är platt åt sydväst, men åt sydost är den kuperad. Havet är nära Sidári åt nordväst.Runt Sidári är det ganska tätbefolkat, med 96 invånare per kvadratkilometer. Närmaste större samhälle är Agios Georgis, 7,4 km söder om Sidári. 